# Rhee Loka
Rhee Loka is een bestuurslaag in het regentschap Sumbawa van de provincie West-Nusa Tenggara, Indonesië. Rhee Loka telt 2316 inwoners (volkstelling 2010).